# Деннис, Рон
Рональд (Рон) Деннис (англ. Ronald "Ron" Dennis; род. 1 июня 1947, Уокинг, Суррей) — бывший исполнительный директор McLaren Automotive и McLaren Group. В 1981—2009 годах руководил командой «McLaren» в Формуле-1.

## Биография
Родился и вырос в Уокинге, Суррей, Великобритания. В 16 лет бросил школу и начал работать механиком в Thomson & Taylor. Затем перешёл работать в Cooper Racing Car Company.
С 1965 года — механик в команде «Формулы-1» «Купер», работал с машиной Йохена Риндта. Через три года перешёл в «Брэбем», где был назначен на пост главного механика. Спустя три года Деннис основал собственную компанию Rondel Racing и на протяжении 1970-х годов его команда успешно выступала в чемпионатах Формулы-2 и ProCar.
В 1980 году компания Денниса Project Four объединилась с Team McLaren Limited. Новая компания получила название McLaren International. «Макларен» выиграла 8 кубков конструкторов в 1974, 1984—1985, 1988—1991 и 1998 годах, в том числе 7 титулов с того момента, когда Деннис стал руководителем команды. В чемпионате пилотов команда побеждала 11 раз (9 из них начиная с 1980 года), включая 2 подряд титула чемпиона мира с Микой Хаккиненом в 1998 и 1999 годах.
В 1989 году Деннис стал соучредителем компании McLaren Cars, которая разработала и выпустила гиперкар McLaren F1.
В 2000-е годы совместно с DaimlerChrysler разрабатывал проект спортивного автомобиля Mercedes-Benz SLR McLaren. В 2017 году покинул пост главы McLaren Group и перестал быть совладельцем компании.
В мае 2019 года состояние Денниса было оценено в 450 млн фунтов стерлингов.
В ноябре 2019 года стал совладельцем сервиса потокового вещания Roxi, ему принадлежат 10 % акций.

## Личная жизнь
В 2008 году развёлся с женой Лизой после 22 лет брака. Имеет троих детей.
Поддерживает Консервативную партию Великобритании.
В 2011 году был лишён водительских прав на полгода.

## McLaren Group
- McLaren Racing
- McLaren Automotive (до этого McLaren Cars), компания, ранее производящая автомобили — McLaren F1, выпущенные в количестве 106 экземпляров, и в сотрудничестве с Mercedes-Benz SLR. С 2011 года начата продажа нового дорожного суперкара MP4-12C;
- McLaren Electronic Systems, электронные комплектующие;
- McLaren Marketing, маркетинг;
- Absolute Taste, поставщик питания для Team McLaren;
- Lydden Circuit, управление гоночной трассой недалеко от Дувра (графство Кент);
- McLaren Applied Technologies, коммерческое управление технологиями.

## Награды
В 2000 году Деннис был пожалован в командоры Ордена Британской империи. В 2023 году стал Рыцарем-бакалавром.